# Jamunda
Le Jamunda ou Nhamundá est une rivière du nord du Brésil qui marque une partie de la frontière nord-est entre les États d'Amazonas et de Pará.

## Description
Longue de 470 km, elle prend sa source dans le plateau Serra do Jatapu près de la division des États brésiliens de Roraima, Amazonas et Pará, et de là, coule dans une direction sud-est, formant la division naturelle entre Amazonas et Pará. Elle traverse ensuite la réserve de Nhamundá-Mapuera (EG033) avant de rejoindre le rio Trombetas près de la ville d'Oriximiná.
La rivière traverse le Lago Nhamundá et est le dernier affluent majeur à droite du rio Trombetas avant que le Trombetas ne rejoigne le fleuve Amazone. L'embouchure est située à environ 480 km à l'est (en aval sur l'Amazone) de Manaus.
Les trois villes du cours inférieur de la rivière (Terra Santa, Nhamundá et Faro) ne sont accessibles que par bateau.